# انتخابات الرئاسة اليونانية 1975
انتخابات الرئاسة اليونانية 1975 هي الانتخابات الرئاسية التي جرت في 19 يونيو 1975، لانتخاب رئيس اليونان، فاز بالانتخابات Konstantinos Tsatsos ‏.